# Rya

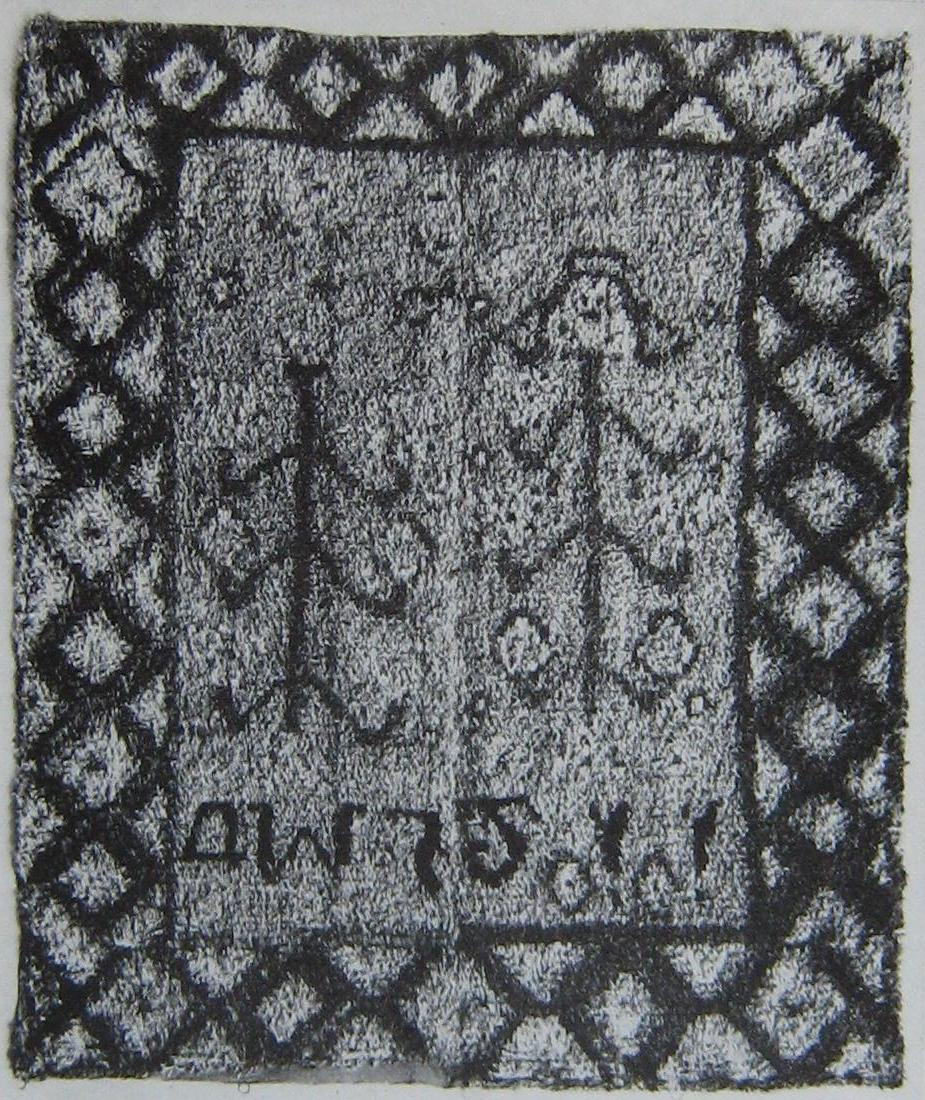
Rya (1733)

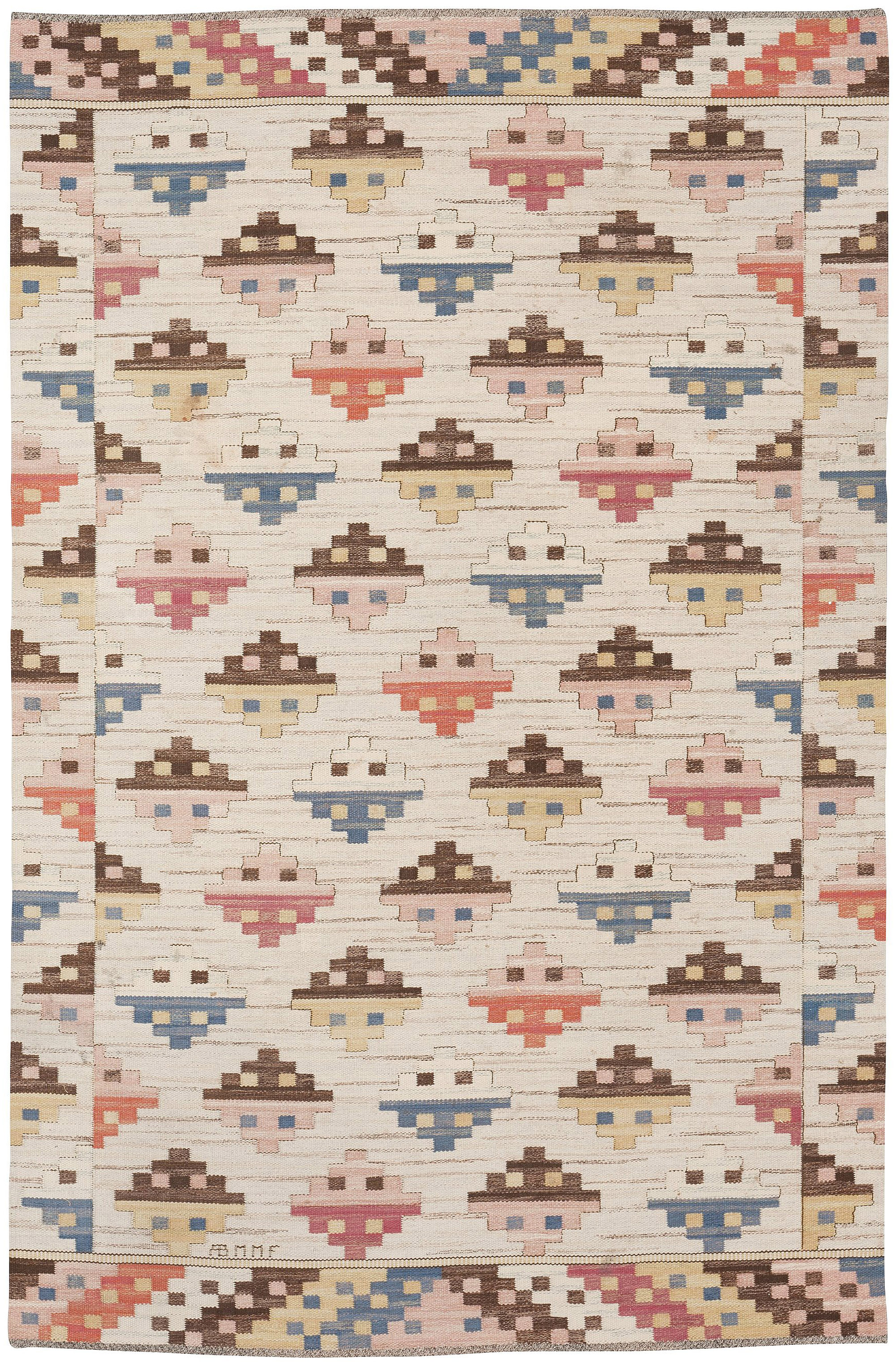
Szwedzki dywan "Munka-Ljungby" zaprojektowany przez Märta Måås-Fjetterström z kolekcji Doris Leslie Blau.

Rya – tradycyjny, wytwarzany od XV wieku, wełniany szwedzki dywan z długimi (2–8 cm) włóknami. Pierwotnie inspirowane tradycyjnie tkanymi dywanami orientalnymi, które już w średniowieczu sprowadzano do Szwecji z Imperium Osmańskiego. Z czasem zaczęli wytwarzać własne dywany. Wykorzystując orientalną technikę tkactwa, wprowadzili do wzornictwa motywy i tematy zaczerpnięte z własnej tradycji artystycznej. W XX wieku Szwedzi, głównie za przyczyną Märty Måås-Fjetterström, wypracowali własny, wyjątkowy styl wzornictwa dywanów. Dzięki jej twórczości, w połowie XX wieku, dywany szwedzkie zostały spopularyzowane i rozpoznawalne także poza Skandynawią.